# سرعين
سرعين (بالفارسية: سرعین) هي إحدى المدن السياحية في محافظة أردبيل في إيران. وتشتهر هذه المدينة بينابيع المياه المعدنية وهي من المناطق الترفيهية والسياحية الجميلة في محافظة أردبيل. يقدر عدد سكانها بـ 4,478 نسمة .